# サブバンド
サブバンドとは、エネルギー準位（バンド）の一種。量子井戸や量子細線、量子ドットなどの量子構造において、縮退したバンドが分裂して複数のバンドに分かれる。この分かれたバンドをサブバンドと呼ぶ。
サブバンドのバンド間遷移は通常の遷移に比べて高速なため、光デバイスへの応用の際に、応答速度の向上が期待できる。
より一般的に、系のバンド構造において外場や対称性の変化などの影響で、縮退していたバンドが分裂した後の個々のバンドのことをサブバンドと言う場合がある。